# Enriquez Memorial Sports Complex
El Enriquez Memorial Sports Complex es un estadio utilizado en diferentes competiciones que se encuentra en la ciudad de Zamboanga (Filipinas). Tiene una capacidad de 10 000 espectadores y es frecuentemente es utilizado como local por el equipo de fútbol Zamboanga FA.
Tiene una extensión de 57 500 m² y en su construcción trabajaron más de 1500 obreros. Su coste fue de aproximadamente 64 millones de pesos filipinos y se inauguró el 6 de marzo de 1992 para la Palarong Pambansa (Juegos Nacionales).
- Datos: Q6206372
- Multimedia: Joaquin F. Enriquez Memorial Stadium / Q6206372